# Dionysius Ortsiefer

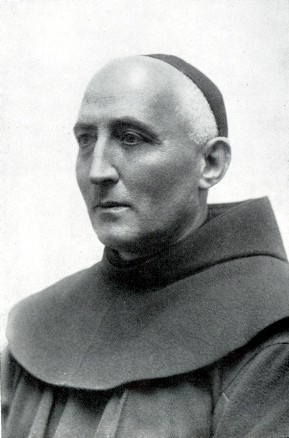
Dionysius Ortsiefer OFM

Dionysius Ortsiefer OFM (* 18. November 1874 in Köln; † 19. Januar 1946 in Blankenstein/Ruhr) war ein deutscher Franziskaner sowie Domprediger in Münster und Köln.

## Leben
Am 20. September 1891 trat Dionysius Ortsiefer in den Franziskanerorden ein. Er gehörte zur Sächsischen Franziskanerprovinz Saxonia, ab 1929 zu der in diesem Jahr wieder errichteten Kölnischen Franziskanerprovinz Colonia. Die Priesterweihe erhielt er am 27. Juli 1900 in Paderborn. Während seines Wirkens stand er von 1906 bis 1911 auf der Domkanzel im St.-Paulus-Dom Münster sowie von 1913 bis 1942 auf der Kanzel im Kölner Dom und in der dem Dom zugerechneten Minoritenkirche. Anfang des 20. Jahrhunderts engagierte er sich im Kloster in Dortmund in der Seelsorge für polnische Arbeiter im Ruhrgebiet. Im Ersten Weltkrieg hielt er 1917 in der Schweiz Exerzitien für internierte deutsche Soldaten.
Als Nuntius von Deutschland bezeichnete der spätere Papst Pius XII. ihn als den größten Kanzelredner Deutschlands. In Rundfunkpredigten erreichte Pater Dionysius ein großes Publikum mit den Sendungen Morgenfeiern und Die Stunde am Krankenbett.  Er war Redner auf den Katholikentagen in Metz (1903), München (1922), Hannover (1924) und Münster (1930).
Ortsiefer war Mitglied der katholischen Studentenverbindungen VKDSt Eckart Köln, KDStV Bavaria Bonn und KDStV Staufia Bonn.